# The Nativity
The Nativity (bra: A Natividade) é um telefilme de 1978 dirigido por Bernard L. Kowalski, situado em torno da Natividade de Jesus e com base nos evangelhos de Mateus e Lucas.

## Sinopse
Nesta história, há o namoro de José e Maria e acontecimentos que antecederam o primeiro Natal.

## Elenco
| Ator                    | Papel        |
| ----------------------- | ------------ |
| Madeleine Stowe         | Mary         |
| John Shea               | Joseph       |
| Jane Wyatt              | Anna         |
| Paul Stewart            | Zacharias    |
| Audrey Totter           | Elizabeth    |
| George Voskovec         | Joachim      |
| Julie Garfield          | Zipporah     |
| Jamil Zakkai            | Menachem     |
| Freddie Jones           | Diomedes     |
| John Rhys-Davies        | Nestor       |
| William Morgan Sheppard | Flavius      |
| Kate O'Mara             | Salome       |
| Leo McKern              | Herod        |
| Geoffrey Beevers        | Eleazar      |
| Barrie Houghton         | Preacher     |
| Jacob Witkin            | Census Taker |
| Jack Lynn               | Innkeeper    |
| Michael Balfour         |              |